# Phaeonychium albiflorum
Phaeonychium albiflorum là một loài thực vật có hoa trong họ Cải. Loài này được (T. Anderson) Jafri miêu tả khoa học đầu tiên năm 1973.